# Geosferyzm

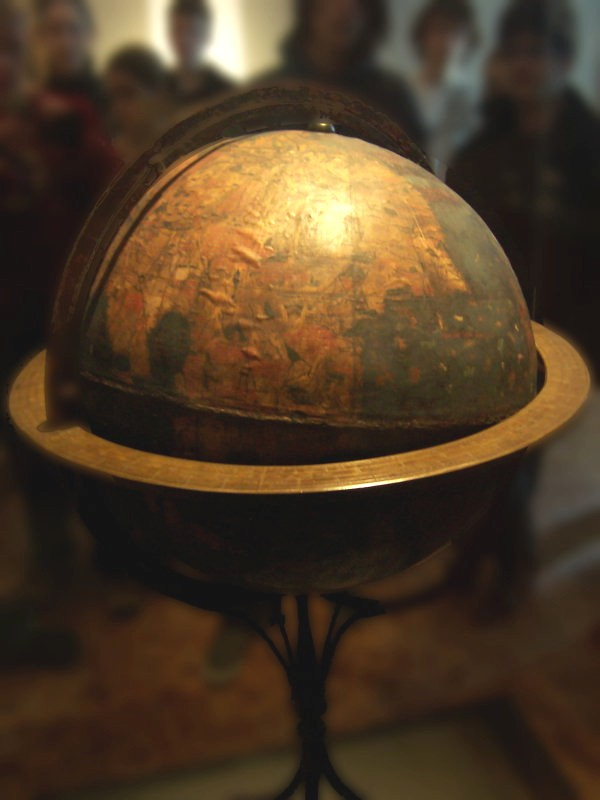
Globus Erdapfel z XV wieku, wykonany przez Martina Behaima; jeden z najstarszych zachowanych.

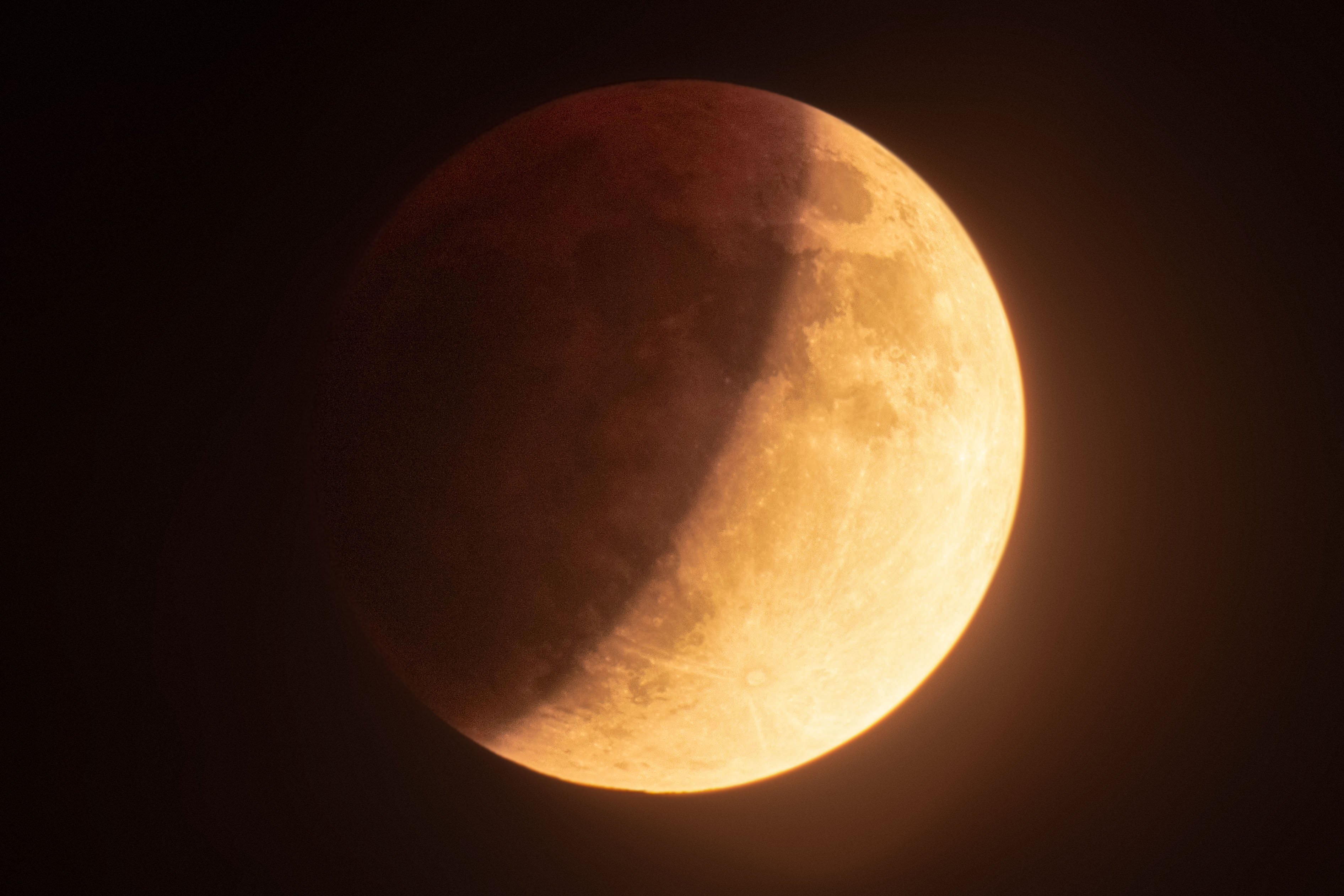
Częściowe zaćmienie Księżyca – cień Ziemi zawsze jest kołem. Od starożytności znano ten fakt i dowodzono nim kulistości Ziemi.

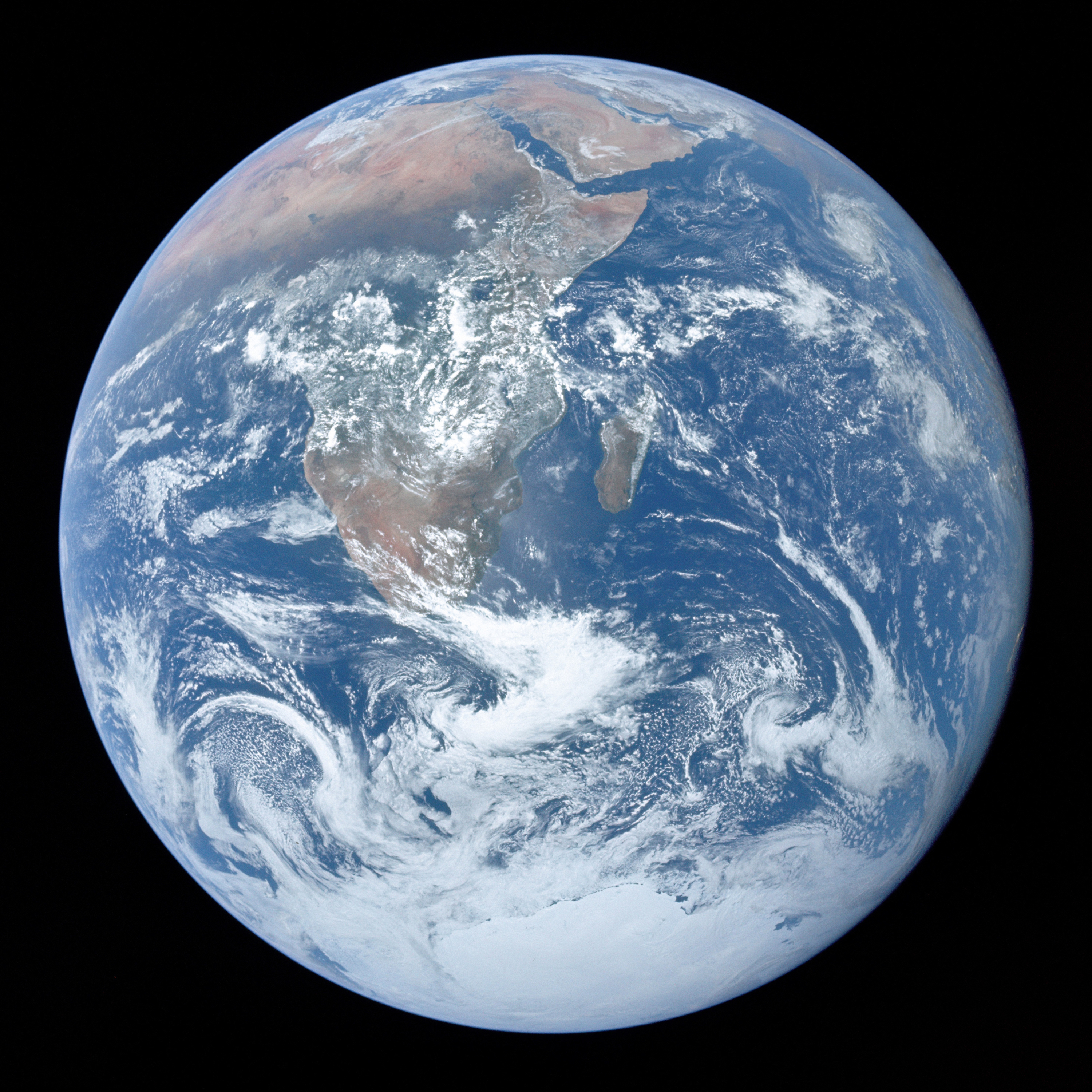
Zdjęcie Ziemi The Blue Marble zrobione przez sondę Apollo 17 w 1972 roku – bezpośrednia przesłanka kulistości.

Geosferyzm – pogląd, że Ziemia jest w przybliżeniu kulą. Pojawił się najpóźniej w starożytnej Grecji i został udowodniony przez jej uczonych; przez kolejne stulecia upowszechnił się w Europie, krajach islamskich i Indiach. Nowożytne odkrycia geograficzne umożliwiły przedstawienie go pozostałym kulturom.

## Historia
Koncepcja ta pojawiła się najpóźniej w VI wieku przed naszą erą; jej pierwszymi poświadczonymi zwolennikami byli pitagorejczycy. Dzięki obserwacjom astronomicznym model ten udowodniono; Arystoteles przykładowo powołuje się na różne długości dnia w różnych miejscach. Geosferyzm zaowocował tworzeniem globusów; w II wieku p.n.e. w Pergamonie model taki stworzył Krates z Mallos. Pogląd ten czekał na pełną akceptację przez stulecia – na przełomie III i IV wieku polemizował z nim Rzymianin Laktancjusz, a w VI wieku Bizantyjczyk Kosmas Indikopleustes. Był też znany uczonym poza Europą i basenem Morza Środziemnego – przykładowo w V wieku wykładał go indyjski astronom Arjabhata, a w XI wieku Al-Biruni żyjący w Azji Środkowej.
W czasach europejskiego średniowiecza geosferyzm głosili uczeni, m.in. Beda Czcigodny (VIII wiek) i Sacrobosco (XIII wiek). Krzysztof Kolumb próbował wykorzystać kształt Ziemi, żeby dopłynąć do Azji, żeglując na zachód. Epoka nowożytna dostarczyła dalszych, bardziej bezpośrednich przesłanek – ekspedycja Ferdynanda Magellana w XVI wieku okrążyła glob, a w XX wieku pojawiły się zdjęcia satelitarne. Mimo to w XXI wieku dalej istnieją grupy przeczące temu odkryciu, np. Towarzystwo Płaskiej Ziemi.

## Przyczyna
Powodem przybliżonej kulistości Ziemi oraz innych ciał niebieskich jest grawitacja – odpowiednio duże masy skutkują wystarczająco dużą siłą, żeby odkształcić materiał w sposób minimalizujący odległości między częściami.

## Stopień prawdziwości
Kształt Ziemi odbiega od idealnej kuli nie tylko z powodu nierówności jak góry; średnia odległość między biegunami jest inna niż średnica równika. Geoida jest bliższa elipsoidzie obrotowej – ruch obrotowy Ziemi ją spłaszcza, co w układzie spoczynku Ziemi tłumaczą siły odśrodkowe. Zjawisko to przewidział w XVII wieku Isaac Newton, a w następnym stuleciu to potwierdzono.